# Гамбург-Ноєнфельде
Ноєнфельде (нім. Neuenfelde) — частина району Гарбург вільного та ганзейського міста Гамбург, яка добре відома своєю якістю фруктів і унікальними будинками, багато з яких є популярними пам'ятками для туристів, що приїжджають сюди. Місцевість належить до регіону Альтес Ланд і досить відома цвітінням вишні та яблуні.